# Stewart (Minnesota)
Stewart è un comune degli Stati Uniti d'America, situato nello Stato del Minnesota, nella Contea di McLeod.